# John Stanley Plaskett
John Stanley Plaskett, CBE, FRS, kanadski astronom, * 17. november 1865, Hickson, Ontario, Kanada, † 17. oktober 1941, Esquimalt, Britanska Kolumbija, Kanada.
Plaskett je najprej delal kot mehanik in asistent na Oddelku za fiziko Univerze v Torontu, nato se je pri 30 letih vpisal na študij fizike in matematike.